# Klingon (langue)
Le klingon est une langue fictive de l'univers de fiction de Star Trek. Elle est la langue de la race extraterrestre Klingon de cet univers. 
Elle a été créée en 1985 par Marc Okrand dans les studios qui produisent les séries Star Trek. Sa syntaxe est agglutinante. La grammaire de la langue est inspirée de celles des langues amérindiennes. Elle fait l'objet d'un enseignement aux États-Unis et un institut lui est consacré, le Klingon Language Institute. Ce dernier a notamment traduit en klingon et publié : l'Épopée de Gilgamesh, Tao Tö King, Beaucoup de bruit pour rien et Hamlet,.
De 1996 à 1999, Armond Speers, informaticien, n'a parlé à son fils Alec qu'en klingon, afin de voir si celui-ci deviendrait un locuteur naturel de cette langue construite. Même si l'enfant prononçait le klingon à la perfection, il a fini par manifester une hostilité à cette langue, à laquelle il préférait celle qu'utilisait sa mère, l'anglais.

## Prononciation
Ci-dessous se trouve la prononciation du klingon transcrite en symboles de l'alphabet phonétique international.

## Dans différents médias

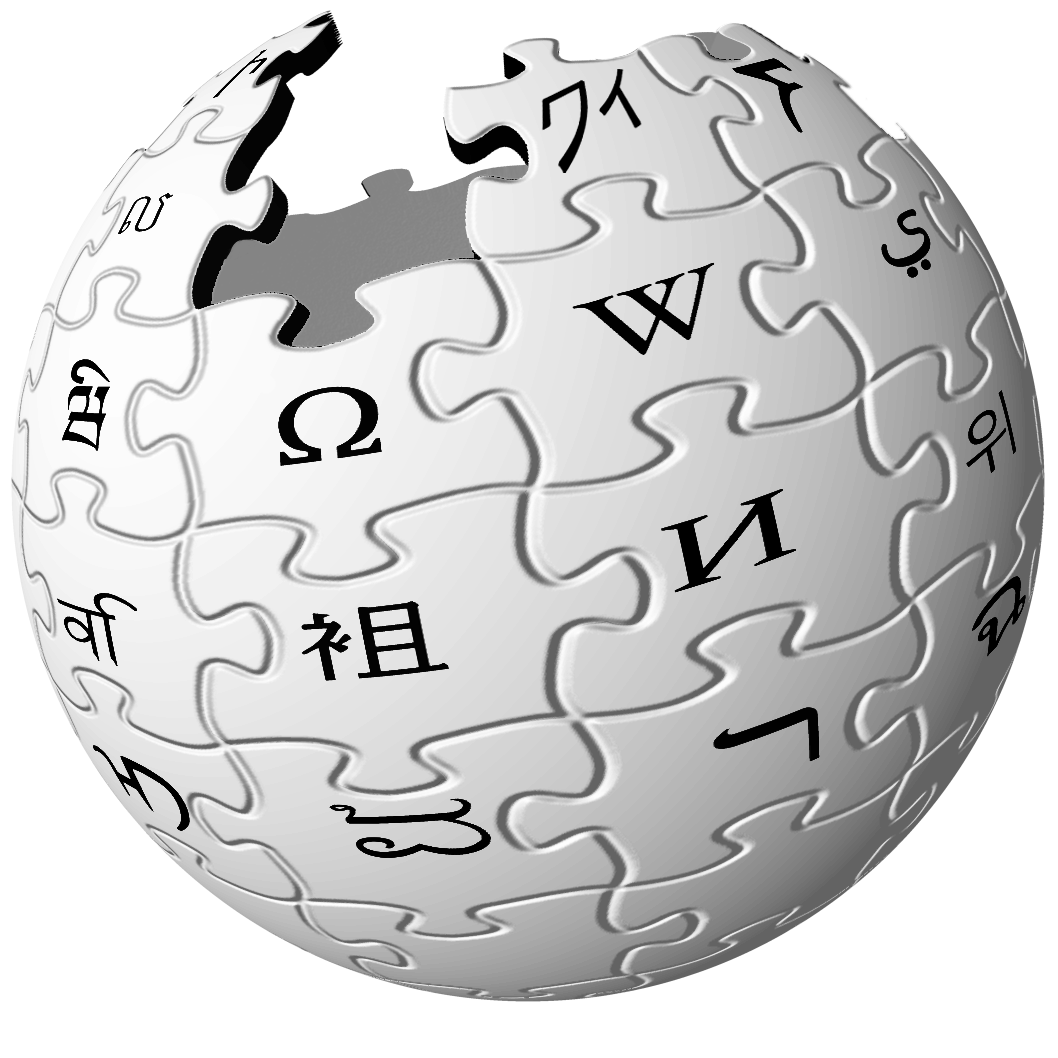
Version du logo Wikipédia avec le symbole klingon en haut à droite.

### Consonnes
| b    | ch   | D    | gh  | H   | j    | l    | m   | n   | ng  |     |
| ---- | ---- | ---- | --- | --- | ---- | ---- | --- | --- | --- | --- |
| [b]  | [t͡ʃ] | [ɖ]  | [ɣ] | [x] | [d͡ʒ] | [l]  | [m] | [n] | [ŋ] |     |
| p    | q    | Q    | r   | S   | t    | tlh  | v   | w   | y   | ’   |
| [pʰ] | [qʰ] | [q͡χ] | [r] | [ʂ] | [tʰ] | [t͡ɬ] | [v] | [w] | [j] | [ʔ] |

### Voyelles
| a   | e   | I   | o   | u   |
| --- | --- | --- | --- | --- |
| [ɑ] | [ɛ] | [ɪ] | [o] | [u] |